# Octomeria sarthouae
Octomeria sarthouae är en orkidéart som beskrevs av Carlyle August Luer. Octomeria sarthouae ingår i släktet Octomeria och familjen orkidéer.
Artens utbredningsområde är Franska Guyana. Inga underarter finns listade i Catalogue of Life.